# Pommeréval
Pommeréval é uma comuna francesa na região administrativa da Normandia, no departamento de Sena Marítimo. Estende-se por uma área de 7,58 km². Em 2010 a comuna tinha 479 habitantes (densidade: 63,2 hab./km²).